# Вольная борьба на летних Олимпийских играх 1952 — до 57 кг
Соревнования по вольной борьбе в рамках Олимпийских игр 1952 года в легчайшем весе (до 57 килограммов) прошли в Хельсинки с 20 по 23 июля 1952 года в «Exhibition Hall I».
Турнир проводился по системе с начислением штрафных баллов. За чистую победу штрафные баллы не начислялись, за победу по очкам борец получал один штрафной балл, за любое поражение (по очкам со счётом 2-1, со счётом 3-0 или чистое поражение) — три штрафных балла. Борец, набравший пять штрафных баллов, из турнира выбывал. Трое оставшихся борцов выходили в финал, проводили встречи между собой. Схватка по регламенту турнира продолжалась 15 минут. Если в течение первых десяти минут не было зафиксировано туше, то судьи могли определить борца, имеющего преимущество. Если преимущество никому не отдавалось, то назначалось шесть минут борьбы в партере, при этом каждый из борцов находился внизу по три минуты (очередность определялась жребием). Если кому-то из борцов было отдано преимущество, то он имел право выбора следующих шести минут борьбы: либо в партере сверху, либо в стойке. Если по истечении шести минут не фиксировалась чистая победа, то оставшиеся четыре минуты борцы боролись в стойке.
В легчайшем весе боролись 20 участников. В играх не принимал участие оставивший большой спорт действующий чемпион Европы, мира и олимпийский чемпион Насух Акар. До финальных встреч добрались известный японский дзюдоист, перешедший после войны в вольную борьбу Сёхати Исии, советский борец Рашид Мамедбеков и индиец Хашаба Джхадав. Японский борец в финальных встречах победил обоих, и завоевал золотую медаль, первую для Японии в послевоенное время. Мамедбеков же победил индийского борца ещё в пятом круге и стал серебряным призёром. Хашаба Джхадав принёс Индии первую олимпийскую награду в индивидуальных видах спорта.     

## Призовые места
- Сёхати Исии (JPN)
- Рашид Мамедбеков (URS)
- Хашаба Джхадав (IND)

## Первый круг
| Штрафных баллов | Участник 1               | Результат    | Участник 2                 | Штрафных баллов |
| --------------- | ------------------------ | ------------ | -------------------------- | --------------- |
| 0               | Рашид Мамедбеков (URS)   | Туше (0:32)  | Мохаммад Мехди Ягуби (IRI) | 3               |
| 1               | Билл Бордерс (USA)       | 3-0          | Пауль Хённи (SUI)          | 3               |
| 0               | Сайед Хафез Шехата (EGY) | Туше (1:18)  | Освальдо Джонстон (GUA)    | 3               |
| 1               | Эйгиль Йоханссен (DEN)   | 2-1          | Жозеф Тримпо (BEL)¹        | 3               |
| 0               | Кемиль Сарибачак (TUR)   | Туше (9:56)  | Лайош Бенше (HUN)          | 3               |
| 1               | Сёхати Исии (JPN)        | 3-0          | Тауно Яскари (FIN)         | 3               |
| 1               | Кен Ирвин (GBR)          | 3-0          | Омар Блебель (ARG)         | 3               |
| 1               | Эдвин Вестербю (SWE)     | 2-1          | Шарль Куё (FRA)²           | 3               |
| 0               | Фердинанд Шмиц (GER)     | Туше (1:26)  | Леонардо Басурто (MEX)     | 3               |
| 0               | Хашаба Джхадав (IND)     | Туше (14:25) | Эдриен Полигвин (CAN)      | 3               |

¹ Снялся с соревнований 

² Снялся с соревнований

## Второй круг
| Штрафных баллов | Участник 1                 | Результат                     | Участник 2               | Штрафных баллов |
| --------------- | -------------------------- | ----------------------------- | ------------------------ | --------------- |
| 0               | Рашид Мамедбеков (URS)     | Отказ от продолжения (травма) | Пауль Хённи (SUI)        | 6               |
| 4               | Мохаммад Мехди Ягуби (IRI) | 3-0                           | Билл Бордерс (USA)       | 4               |
| 2               | Эйгиль Йоханссен (DEN)     | 3-0                           | Сайед Хафез Шехата (EGY) | 3               |
| 3               | Лайош Бенше (HUN)          | Туше (3:20)                   | Освальдо Джонстон (GUA)  | 6               |
| 1               | Кемиль Сарибачак (TUR)     | 2-1                           | Тауно Яскари (FIN)       | 6               |
| 1               | Сёхати Исии (JPN)          | Туше (7:35)                   | Кен Ирвин (GBR)          | 4               |
| 1               | Эдвин Вестербю (SWE)       | Туше (10:58)                  | Омар Блебель (ARG)       | 6               |
| 0               | Хашаба Джхадав (IND)       | Туше (5:20)                   | Леонардо Басурто (MEX)   | 6               |
| 0               | Фердинанд Шмиц (GER)       | Туше (0:30)                   | Эдриен Полигвин (CAN)    | 6               |

## Третий круг
| Штрафных баллов | Участник 1                 | Результат    | Участник 2               | Штрафных баллов |
| --------------- | -------------------------- | ------------ | ------------------------ | --------------- |
| 0               | Рашид Мамедбеков (URS)     | Туше (10:40) | Билл Бордерс (USA)       | 7               |
| 5               | Мохаммад Мехди Ягуби (IRI) | 3-0          | Сайед Хафез Шехата (EGY) | 6               |
| 4               | Лайош Бенше (HUN)          | 3-0          | Эйгиль Йоханссен (DEN)   | 5               |
| 2               | Сёхати Исии (JPN)          | 3-0          | Кемиль Сарибачак (TUR)   | 4               |
| 1               | Эдвин Вестербю (SWE)       | Туше (6:30)  | Кен Ирвин (GBR)          | 7               |
| 1               | Хашаба Джхадав (IND)       | 2-1          | Фердинанд Шмиц (GER)     | 3               |

## Четвёртый круг
| Штрафных баллов | Участник 1             | Результат | Участник 2             | Штрафных баллов |
| --------------- | ---------------------- | --------- | ---------------------- | --------------- |
| 5               | Лайош Бенше (HUN)      | 2-1       | Рашид Мамедбеков (URS) | 3               |
| 5               | Кемиль Сарибачак (TUR) | 3-0       | Эдвин Вестербю (SWE)   | 4               |
| 3               | Сёхати Исии (JPN)      | 2-1       | Фердинанд Шмиц (GER)   | 6               |
| 1               | Хашаба Джхадав (IND)   | Пропускал |                        |                 |

## Пятый круг
| Штрафных баллов | Участник 1             | Результат | Участник 2           | Штрафных баллов |
| --------------- | ---------------------- | --------- | -------------------- | --------------- |
| 4               | Рашид Мамедбеков (URS) | 3-0       | Хашаба Джхадав (IND) | 4               |
| 4               | Сёхати Исии (JPN)      | 3-0       | Эдвин Вестербю (SWE) | 7               |

## Финал

### Встреча 1
| Штрафных баллов | Участник 1             | Результат | Участник 2           | Штрафных баллов |
| --------------- | ---------------------- | --------- | -------------------- | --------------- |
| 5               | Сёхати Исии (JPN)      | 3-0       | Хашаба Джхадав (IND) | 7               |
| 4               | Рашид Мамедбеков (URS) | Пропускал |                      |                 |

### Встреча 2
| Штрафных баллов | Участник 1           | Результат | Участник 2             | Штрафных баллов |
| --------------- | -------------------- | --------- | ---------------------- | --------------- |
| 6               | Сёхати Исии (JPN)    | 3-0       | Рашид Мамедбеков (URS) | 7               |
| 6               | Хашаба Джхадав (IND) | Пропускал |                        |                 |